# 一氧化钍
一氧化钍 （又称氧化钍(II) ），是一种钍的二元氧化物，化学式 ThO。这个二元化合物的共价键的极性很大。 已经计算出两个原子之间的有效电场为每厘米约80吉伏，这是已知的最大内部有效电场之一。
空气中钍的简单燃烧会产生二氧化钍。 但是，在氧气存在下激光烧蚀会生成一氧化钍。 另外，在中等温度下将钍薄膜暴露于低压氧气会在更稳定的二氧化钍涂层下形成快速生长的一氧化钍层。
在极度高温（1,850 K（1,580 °C；2,870 °F））的情况下，二氧化钍可以和液态钍发生归中反应，生成一氧化钍；甚至二氧化钍会在超过 2,500 K（2,230 °C；4,040 °F） 的情况下直接分解，生成一氧化钍和氧气。
{\displaystyle {\ce {ThO2 + Th(l) <=> 2 ThO(s)}}}
{\displaystyle {\ce {ThO2 -> ThO(s) + 1/2 O2}}}